# Cynthia Uwak
Cynthia Uwak (* 15. Juli 1986 im Bundesstaat Akwa Ibom, Nigeria) ist eine nigerianische Fußballspielerin. Sie ist 1,60 m groß und bekleidet die Position einer Stürmerin.

## Leben
Uwak wurde als eines von drei Kindern (eine Schwester, ein Bruder) geboren.

## Karriere

### Verein
Uwak spielte in Nigeria für die FTC Queens Abuja sowie für die Inneh Queens in Benin City. Dort wurde der spätere nigerianische Nationaltrainer Ntiero Effiom auf sie aufmerksam. Von Januar 2006 bis Juni 2007 spielte sie für den finnischen Erstligisten FC United in Jakobstad, mit dem sie Vizemeister wurde. Sie erzielte dabei 17 Treffer. Von Juli 2007 bis Juli 2008 stand Uwak beim schwedischen Erstligisten Falköpings KIK unter Vertrag. Von August 2008 bis Dezember 2008 stand sie beim französischen Erstligisten Olympique Lyon unter Vertrag. Sie blieb jedoch ohne Punktspieleinsatz. Von Januar 2009 bis August 2009 spielte Uwak in Finnland für den Erstligisten Pallokissat Kuopio. Sie erzielte dabei in 16 Ligaspielen 19 Tore.
Von August 2009 bis April 2011 spielte Uwak für den 1. FC Saarbrücken. In der Saison 2009/10 belegte Uwak als Aufsteiger mit Saarbrücken in der Bundesliga Platz 9. Uwak erzielte dabei in 22 Spielen 9 Tore. In der Saison 2010/11 stieg Uwak mit Saarbrücken aus der Bundesliga ab. Sie erzielte in dieser Saison in 20 Spielen 3 Tore. Insgesamt erzielte Uwak damit für Saarbrücken in 42 Bundesligaspielen 12 Tore, in 2 Einsätzen im DFB-Pokal blieb sie torlos.
Von April 2011 bis Dezember 2012 stand Uwak beim finnischen Erstligisten PK-35 Vantaa unter Vertrag und wurde mit diesem 2011 und 2012 Landesmeister. Sie erzielte in 30 Ligaspielen 23 Tore. Mit Vantaa wurde sie 2012 auch finnischer Pokalsieger. In den Spielzeiten 2011/12 und 2012/13 der Champions League erzielte Uwak in insgesamt 3 Spielen 2 Tore. In beiden Jahren schied Vantaa im Sechzehntelfinale aus der Champions League aus.
Seit Januar 2013 spielt Uwak für den finnischen Erstligisten Åland United. 2013 wurde sie mit diesem als Torschützenkönigin der Liga Landesmeister. In der Saison 2014/15 nahm Uwak mit Åland an der Qualifikation für die Champions League teil und bestritt alle drei Spiele, schied dort jedoch aus. 2014 wurde sie mit Åland Vizemeister. In den vier Spielzeiten 2013 bis 2016 erzielte sie in 84 Ligaspielen 59 Tore.

### Nationalmannschaft
Als Ntiero Effiom im Jahr 2000 Trainer der nigerianischen U-19-Nationalmannschaft wurde, nahm er Uwak in deren Kader auf. Später spielte sie parallel in der U-20-Nationalmannschaft und in der A-Nationalmannschaft.

#### Weltmeisterschaften
2002 nahm Uwak mit 16 Jahren an der U-19-Weltmeisterschaft teil. Im Vorrundenspiel gegen Kanada spielte sie 40 Minuten lang. Nigeria schied in der Vorrunde aus. 2004 nahm Umak erneut an der U-19-Weltmeisterschaft teil. Nigeria schied im Viertelfinale gegen Deutschland aus. Uwak nahm 2006 an der U-20-Weltmeisterschaft teil. Sie erzielte im Viertelfinale gegen Brasilien den zwischenzeitlichen Ausgleich zum 1:1, Nigeria unterlag jedoch mit 1:2 und schied aus. Uwak belegte mit 4 Toren den dritten Platz der Torschützenliste und wurde ins All-Star-Team gewählt. Insgesamt bestritt Uwak bei U-19- und U-20-Weltmeisterschaften 9 Spiele und erzielte 5 Tore. Uwak bestritt 5 WM-Qualifikationsspiele für Nigeria und erzielte dabei 6 Tore.
Uwak nahm an der Weltmeisterschaft 2007 teil und bestritt dabei alle drei Vorrundenspiele. Im Vorrundenspiel gegen Schweden erzielte sie den Ausgleich zum Endstand von 1:1 und damit das einzige Tor für Nigeria bei dieser WM. Nigeria schied in der Vorrunde aus.
Im Vorfeld der Weltmeisterschaft 2011 wurde Uwak von der Nationaltrainerin Ngozi Uche zusammen mit anderen lesbischen Spielerinnen aus der nigerianischen Mannschaft verbannt.

#### Olympische Spiele
2008 nahm Uwak mit Nigeria an den Olympischen Spielen teil. Uwak bestritt alle drei Vorrundenspiele, blieb jedoch ohne Torerfolg. Nigeria schied in der Vorrunde aus.

#### Afrikameisterschaften
Uwak nahm 2006 mit Nigeria an der Afrikameisterschaft im eigenen Land teil. Nigeria wurde mit einem 1:0 im Finale gegen Ghana Afrikameister. Uwak erzielte in diesem Turnier 6 Tore, davon jeweils zwei in den Spielen gegen Äquatorialguinea und Südafrika. 2010 nahm Uwak mit Nigeria an der Afrikameisterschaft teil und wurde mit einem 4:2 im Finale gegen Äquatorialguinea Afrikameister.

## Ehrungen
- 2006 wurde Uwak zu Afrikas Fußballerin des Jahres gekürt.[4]
- 2006 wurde Uwak für die Wahl zur FIFA-Weltfußballerin nominiert.[2][12]
- 2007 wurde Uwak zu Afrikas Fußballerin des Jahres gekürt.[4][13]